# Xiping (socken i Kina)
Xiping (kinesiska: 西平乡, 西平) är en socken i Kina. Den ligger i provinsen Shandong, i den östra delen av landet, omkring 200 kilometer söder om provinshuvudstaden Jinan. Antalet invånare är 8446. Befolkningen består av 4 150 kvinnor och 4 296 män. Barn under 15 år utgör 16,0 %, vuxna 15-64 år 72 %, och äldre över 65 år 10,0 %.
Genomsnittlig årsnederbörd är 832 millimeter. Den regnigaste månaden är juli, med i genomsnitt 219 mm nederbörd, och den torraste är januari, med 8 mm nederbörd.